# Lac d’Emosson
Der Lac d’Emosson ist ein Stausee im Westen des Kantons Wallis in der Schweiz. Er liegt in den Gemeinden Salvan und Finhaut.

## Lage
Der See im Hochtal Emosson ist umrahmt von den Berggipfeln Le Cheval Blanc, Pic de Tenneverge, Mont Ruan, Tour Sallière und Fontanabran.
Der See wird auf 1930 m ü. M. von einer Bogenstaumauer gestaut.

## Geschichte

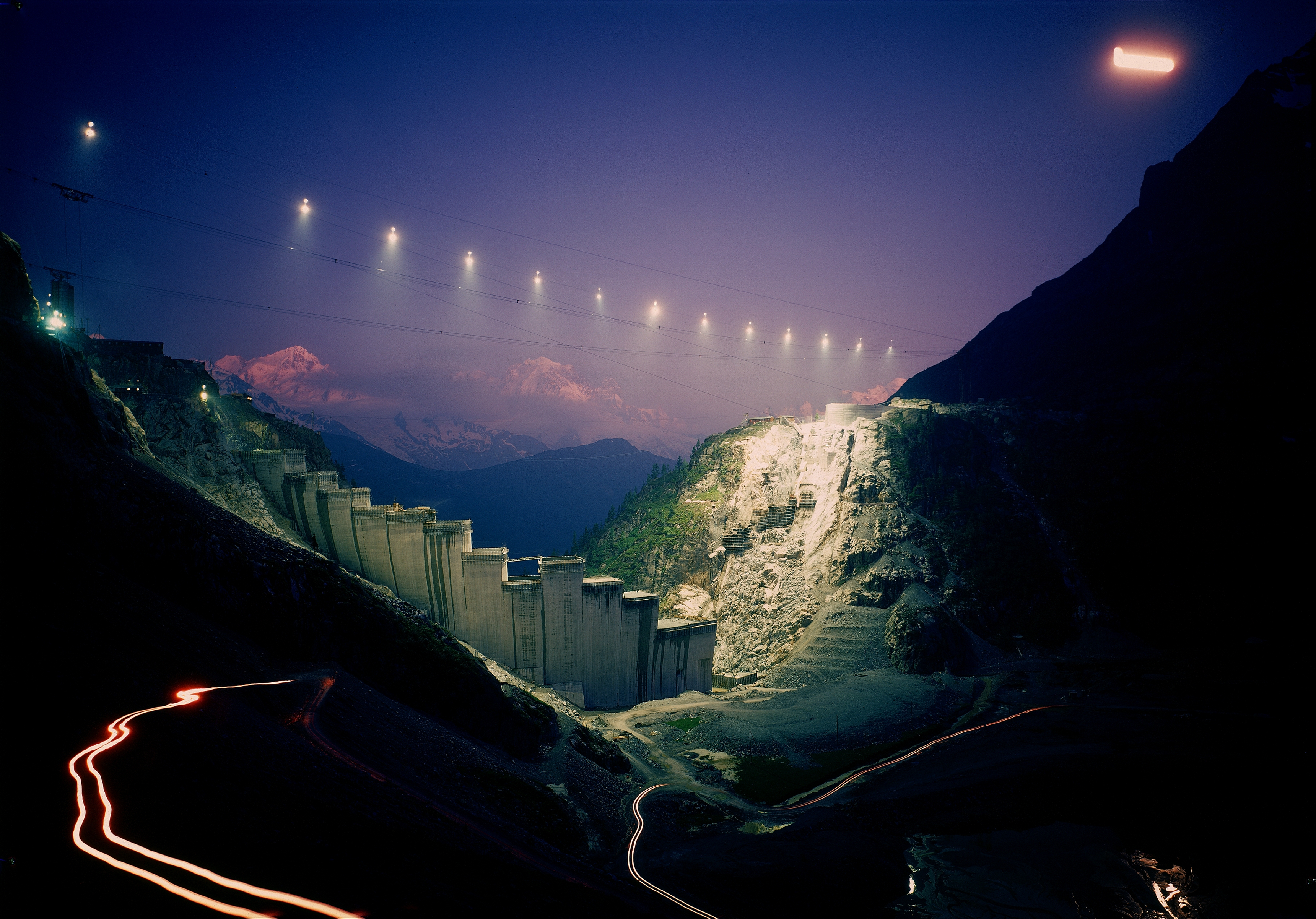
Die Bogenstaumauer im Bau, Foto: Heinz Baumann, Comet Photo, Bildarchiv der ETH Zürich, 1971

Bereits in den 1920er-Jahren bauten die Schweizerischen Bundesbahnen (SBB) eine Staumauer auf der Barberine-Hochebene und stauten damit den 38 Mio. m³ fassenden Lac de Barberine auf, der zum Kraftwerk Barberine-Vernayaz gehörte. 
In den 1950er-Jahren kam der Wunsch auf, die weiter vorne im Tal liegende Staumöglichkeit für einen grösseren Stausee auszunutzen. Dies war aber erst möglich nach Abschluss eines Staatsvertrages mit Frankreich im Jahre 1963 und dem Bau von Zuleitungsstollen aus den Nachbartälern. Unter anderem wurde ein Gebietstausch vorgenommen, damit die Landesgrenze so verschoben werden konnte, dass die neue Staumauer vollständig auf Schweizer Gebiet zu liegen kommt. Im Gegenzug hat auch Frankreich ein Nutzungsrecht an der Anlage erhalten.
Durch den Bau der 180 m hohen Bogenstaumauer Emosson durch Motor-Columbus in den Jahren 1967 bis 1974 konnte der Lac d’Emosson geschaffen werden, der mit einem Speichervolumen von 227 Mio. m³ fast sechsmal so viel Wasser fasst wie der alte Lac de Barberine. Dabei wurde die namensgebende Alp Emosson geflutet.
Eine Besonderheit ist die Tatsache, dass der Grossteil des Wasserzuflusses von den Bergen rechts vom von der Eau Noire durchflossenen Tal stammt während der Lac d’Emosson auf der Emosson-Hochebene links vom Tal liegt. Das Wasser wird deshalb nach dem Prinzip der kommunizierenden Röhren allein durch die Schwerkraft zunächst bergab ins Tal und anschliessend wieder bergauf in den Stausee geleitet. Das Wasser wird im französischen Mont-Blanc-Massiv unter den Gletschern Glacier du Tour und Glacier d’Argentière gesammelt.
Der Lac d’Emosson wird von der Electricité d’Emosson (ESA), einem Gemeinschaftsunternehmen der schweizerischen Alpiq mit der französischen EDF, betrieben. Ein Sonderfall ist dabei die Mitnutzung durch die SBB, die selbst an der ESA nicht beteiligt sind, aber durch einen Vertrag mit der ESA Wasser aus dem Lac d’Emosson erhalten, das den Ausfall des im Stausee versunkenen Lac de Barberine kompensiert. Zusätzlich liessen die SBB die Staumauer des Lac d’Emosson erhöhen, um weitere 17 Mio. m³ nutzen zu können. Die SBB-Kraftwerke arbeiten weiterhin unter der ursprünglichen Konzession, unabhängig von der ESA.
Bei Niedrigwasser im Frühjahr ragt die Staumauer des Lac de Barberine über den Wasserspiegel des Lac d’Emosson hinaus.

## Lagekarte

Karte der Kraftwerkssysteme beim Lac d’Emosson. Das Kraftwerk Nant de Drance ist in Grün dargestellt, die Anlagen der Electricité d’Emosson SA in Blau, die den SBB gehörenden Anlagen des Kraftwerks Barberine-Vernayaz in Rot.

## Touristenattraktion
Der Lac d’Emosson ist ein beliebtes Ausflugsziel für Touristen. Auf der Fahrt zum Stausee verbindet eine Sequenz dreier Bergbahnen Le Châtelard mit dem Lac d’Emosson. Le Châtelard kann man von Martigny aus mit der schmalspurigen Chemin de fer Martigny–Châtelard erreichen.
Als erste Etappe des «Parc d’Attractions du Châtelard» (PAC) führt eine Standseilbahn bis Château d’Eau. Diese Bahn ist mit einer Neigung von bis zu 87 % die steilste Zweikabinenbahn der Welt. Auf einer Länge von 1300 m wird ein Höhenunterschied von 700 m überwunden. Die Spurweite beträgt 1007 mm.
Daran anschliessend folgt eine mit Akkumulatorenloks betriebene Panorama-Schmalspurbahn mit Blick auf den Mont Blanc. Die Spurweite beträgt 600 mm; die relativ flache Strecke ist 1650 m lang und schlängelt sich dem Berghang entlang bis zur Station Pied du Barrage unterhalb der Staumauer.
Die letzte Etappe ist die Standseilbahn Minifunic, welche die Fahrgäste bis zum Stausee befördert. Die gummibereifte Bahn mit einer Spurweite von 900 mm überwindet auf einer Länge von 260 m einen Höhenunterschied von 140 m (Maximalsteigung 73 %).
Oberhalb des Lac du Vieux Emosson, der zu Fuss etwa 2,5 Stunden vom Lac d’Emosson entfernt ist, wurden am 23. August 1976 gut erhaltene Fussabdrücke von 250 Millionen Jahre alten Archosauriern entdeckt. Diese können im Sommer nach der Schneeschmelze besichtigt werden.

## Bilder

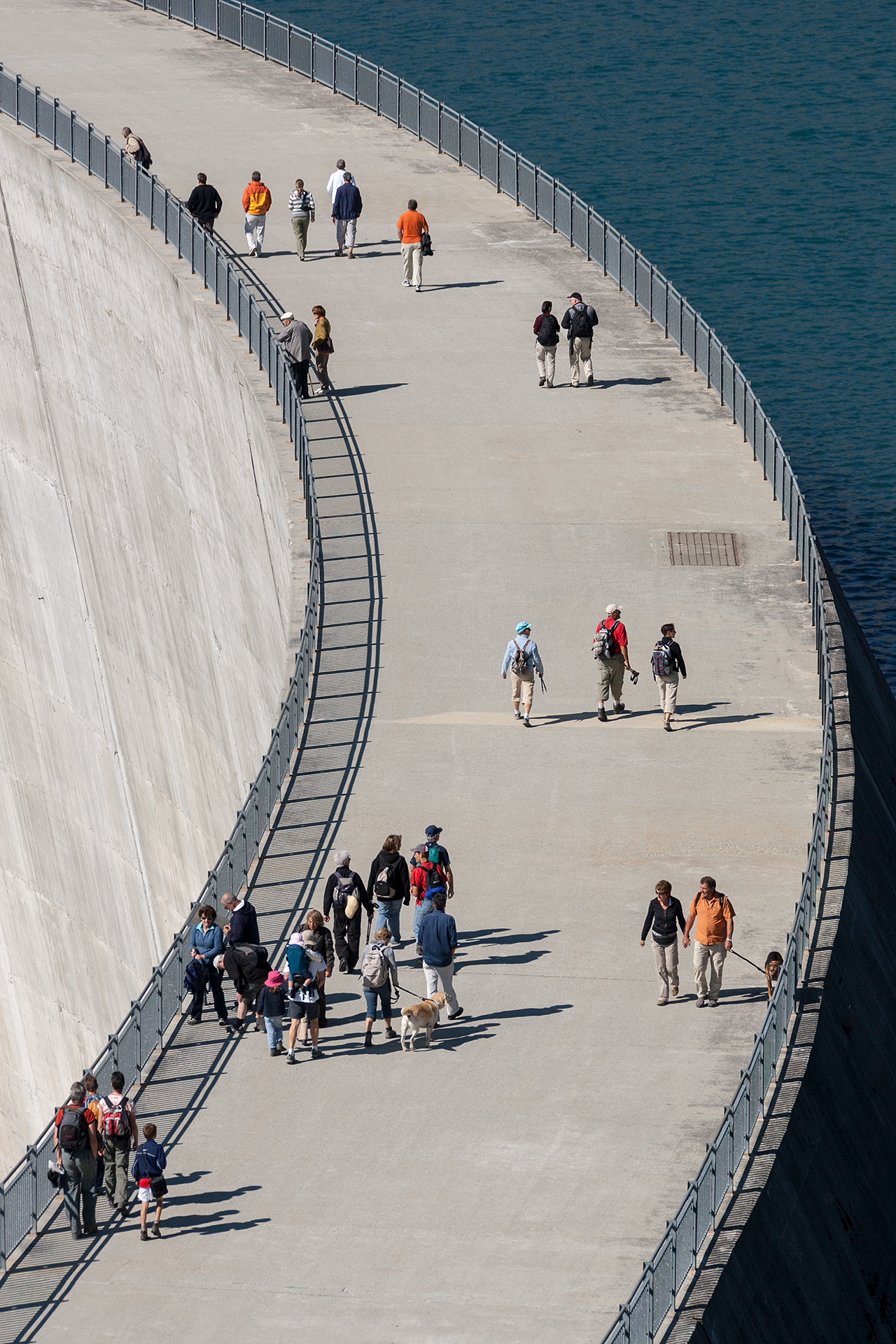
Bogenstaumauer Emosson
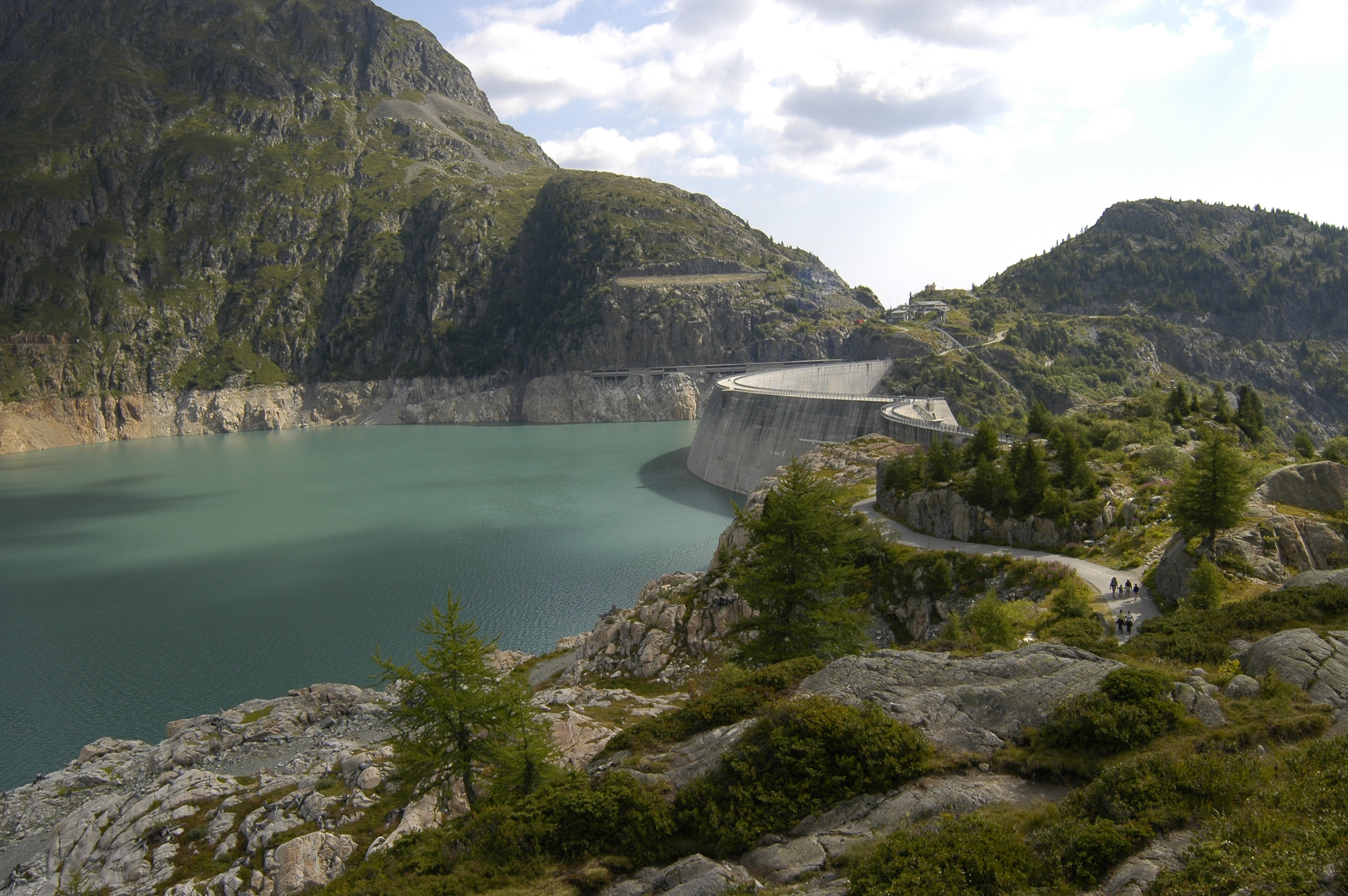
Lac d’Emosson, gesehen vom Col du Passet
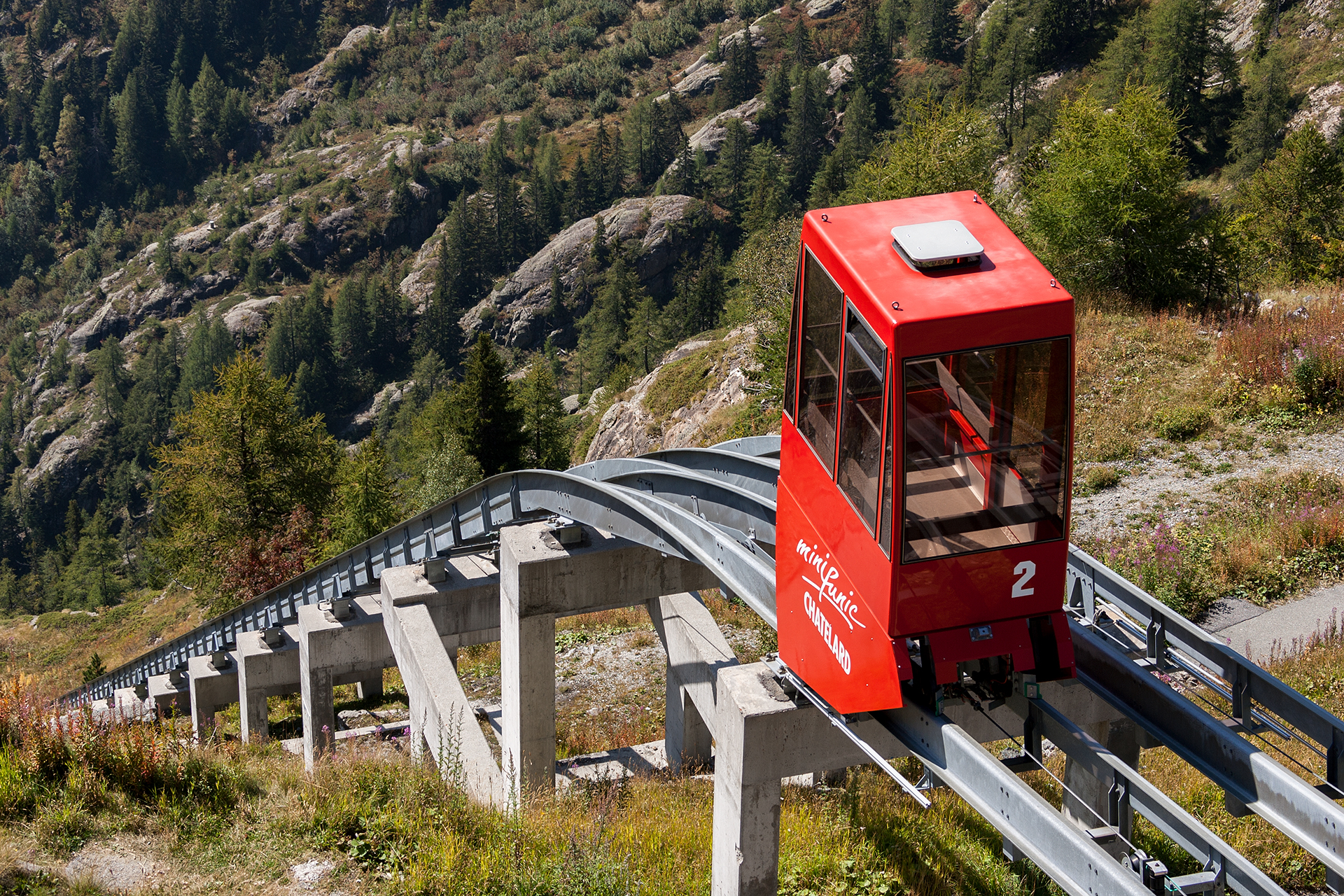
Minifunic du Châtelard
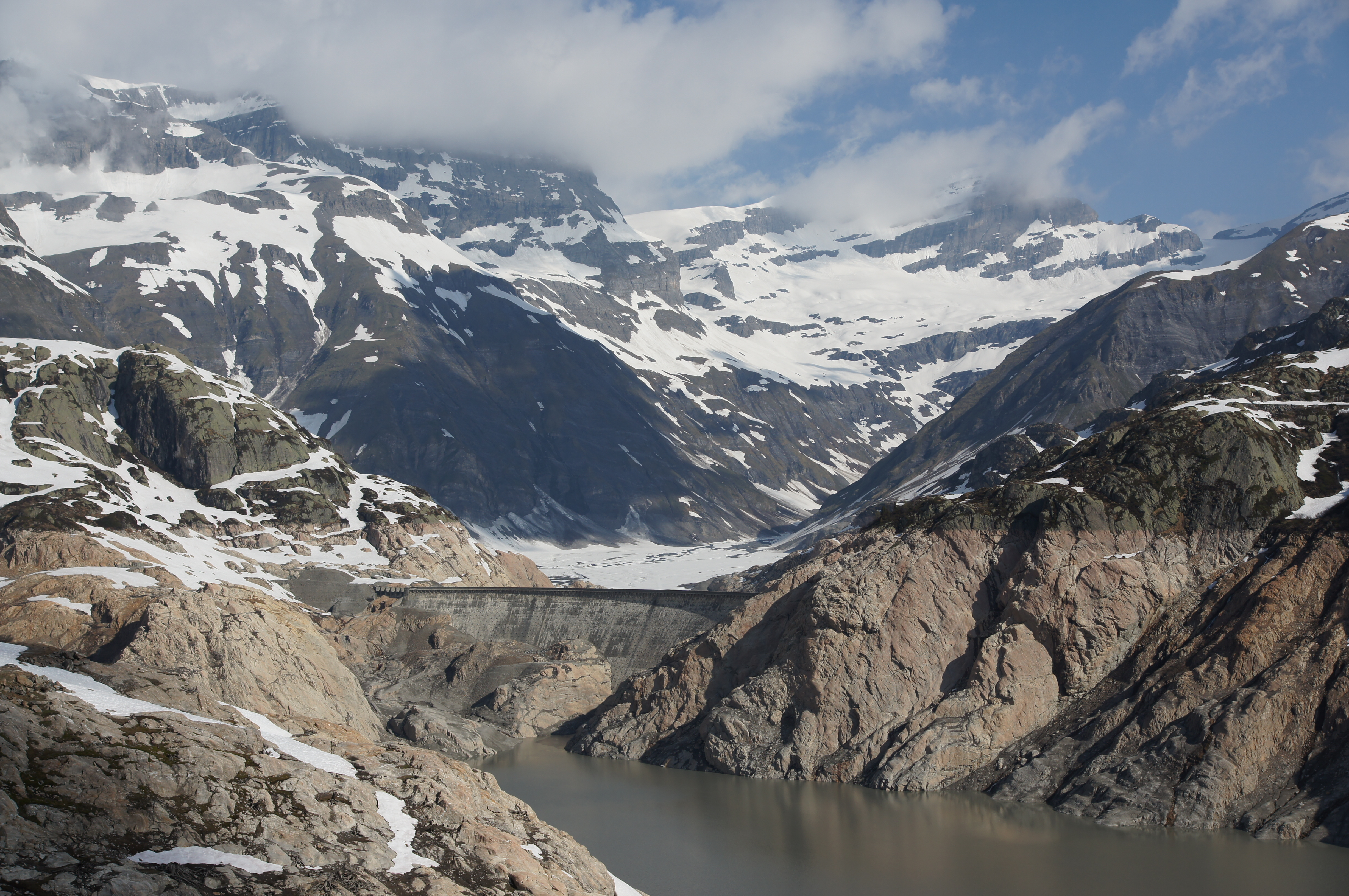
Alte Gewichtsstaumauer im Lac d’Emosson